# Torbjörn Forslid

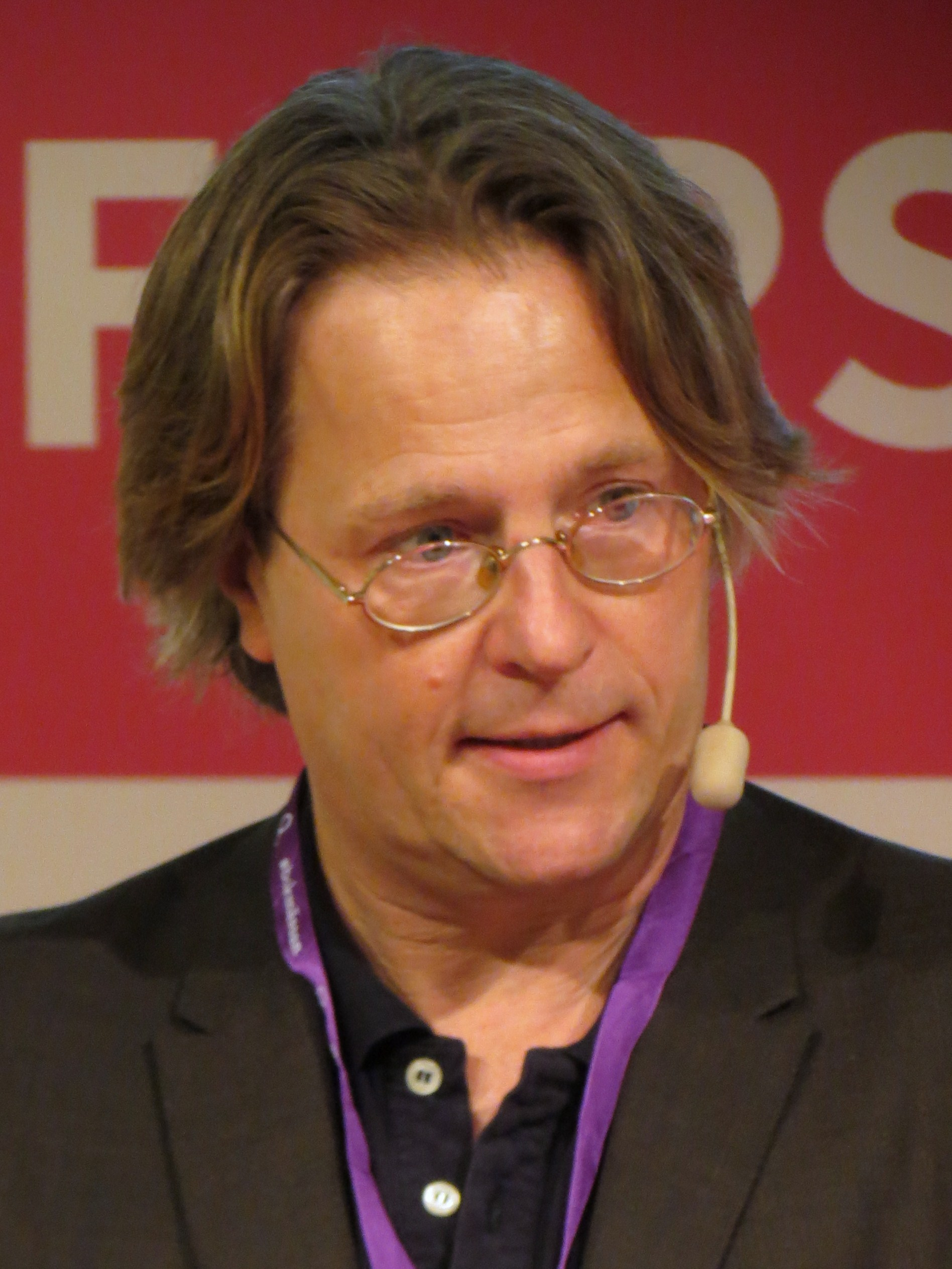
Torbjörn Forslid på Bokmässan i Göteborg 2014.

Torbjörn Forslid, född 18 oktober 1962, är en svensk författare och professor vid Lunds universitet. Han är barnbarn till läroverksrektorn och författaren Erik Forslid.
Torbjörn avlade en kandidat i civilekonomi vid Lunds universitet 1986. Efter en kandidat och master examen i litteraturvetenskap, disputerade han 2000 vid Lunds universitet på en doktorsavhandling om Sven Delblanc.  Han var universitetslektor vid Malmö högskola 2000-2011, och blev 2007 docent. Sedan 2011 är han professor i Litteraturvetenskap vid Lunds universitet  och sedan 2022 inspektor för Sydskånska nationen. 
Han har tillsammans med litteraturprofessorn Anders Ohlsson gett ut böckerna Litteraturens Offentligheter Författaren som kändis och Fenomenet: Björn Ranelid.

## Utmärkelser, ledamotskap och priser
- Ledamot av Vetenskapssocieteten i Lund (LVSL, 2012)[4]